# Gornya Banyica
Gornya Banyica (macedónul: Горња Бањица, albánul Banjica e Epërme) település Észak-Macedóniában, a Pologi körzet Gosztivari járásában.

## Népesség
| Lakosok száma | 919  | 1072 | 1108 | 1267 | 1611 | 1094 | 1662 | 4423 | 3436 |
|               | 1948 | 1953 | 1961 | 1971 | 1981 | 1991 | 1994 | 2002 | 2021 |

2002-ben 4 423 lakosa volt, akik közül 1 636 albán, 1 243 török, 1 196 macedón, 315 cigány, 4 szerb és 29 egyéb.